# Федина Олег Іванович
Олег Іванович Федина (1979-2023) — старший лейтенант Збройних сил України, учасник російсько-української війни, доброволець.

## Життєпис
У 1996 році закінчив загальноосвітню школу № 284 м. Києва.
У 2000 році закінчив Харківський військовий університет (далі — ХВУ) та здобув  кваліфікацію бакалавра радіотехніки.
У 2001 році закінчив ХВУ та здобув кваліфікацію інженера- радіотехніка, офіцера  військового управління тактичного рівня. Також в цьому році пройшов курс  підготовки у ХВУ за спеціальністю: «Організація і проведення виховної роботи  в підрозділі»
У 2004 році у навчальному бізнес центрі «Анастасія» при УКБП закінчив повний курс навчання по спеціальності «Дизайн комп’ютерної графіки».
У 2008 році закінчив факультет післядипломної освіти Міжрегіональний Центр  професійної перепідготовки військовослужбовців, звільнених у запас та  присвоєно кваліфікацію менеджер-економіст.
Хобі: стендовий моделізм, особливо брав участь у розвитку української масштабної мініатюри.

### Кар'єра
Із 2001 року по 2004 рік – військова частина А 0178.
Із 2005 року по 2023 рік – машиніст електропоїзда КП «Київський метрополітен».

### Військова служба
Війна у 2014 році змусила Олега згадати знання та навички отримані у ХВУ, тому брав активну участь у Революції гідності.
До великої війни Олег ретельно готувався, як справжній патріот своєї Батьківщини, 24.02.2022 вступив до 126 об ТрО 112 ОБр ТрО та захищав м. Київ. 
Він вмів швидко зорієнтуватись в складних ситуаціях та об’єднати навколо себе людей, також його неабияк хвилювала психологічна підготовка бійців, підняття їх бойового духу перед майбутніми боями та їх душевний стан після. Завжди стриманий, спокійний, Олег приймав виважені справедливі рішення, був відкритий до спілкування з побратимами та чесним командиром. 
У період із 29.07.2022 по 10.12.2022 та із 28.03.2023 по 15.04.2023 брав участь у заходах, необхідних для забезпечення оборони України, захисту безпеки населення та інтересів держави у зв’язку із військовою агресією РФ проти України, перебуваючи у Донецькій області: Краматорському районі, м. Святогірськ, с. Ярова; Слов’янському районі, с. Сидорове, с. Тетянівка; Бахмутському районі, с. Григорівка та в Луганській області: Сєвєродонецькому районі: с. Діброва.
Із 14.04.2023 Олег із побратимами виконував бойове завдання поблизу с. Діброва, 15.04.2023 внаслідок масштабного ворожого вогню отримав травми несумісні із життям.
Герої не вмирають. Вони живуть у спогадах рідних, колег, товаришів, вони віддзеркалюються у їхніх дітях й у тих справах, котрі вони лишають по собі!

## Нагороди
- Відзнака  Президента України «За оборону України», указ Президента України від  05.08.2022 № 559/2022[2].
- Почесний нагрудний знак Головнокомандувача ЗСУ «Срібний хрест», наказ Головнокомандувача ЗСУ від 29.03.2023 № 647.
- Відзнака  «За оборону Києва та Київської області», № 210 від 14.10.2022.
- Орден «За мужність» III ступеня (посмертно), указ Президента України від 25.07.2023  № 445[3].
- Пам’ятна  медаль 112-ї бригади, наказ командира 112-ї бригади Сил ТРО ЗСУ від 19.03.2023 № 233.
- Нагрудний знак «Ветеран війни», Учасник  бойових дій (серія УБД № 545982).
- Знак  «Почесний працівник метрополітену» (посмертно), наказ начальника Київського метрополітену від 25.05.2023  № 204 Н.
- Медаль «Честь. Слава. Держава.» (посмертно), розпорядження Київського міського голови від 12.08.2024 № 726.

## Вшанування
- 28 березня 2024 року на загальноосвітній школі № 284  м. Києва відкрито меморіальну дошку на знак вшанування пам'яті Героя - Олега Федини.